# Зеггерде
Зеггерде (нем. Seggerde) — деревня в Германии, в земле Саксония-Анхальт. Входит в состав города Эбисфельде-Веферлинген района Оре.
Население составляет 102 человека (на 31 декабря 2006 года). Занимает площадь 10,36 км².
До 31 декабря 2009 года Зеггерде имела статус общины (коммуны). 1 января 2010 года вошла в состав нового города Эбисфельде-Веферлинген.

## Достопримечательности
- Усадьба Зеггерде, построенная в стиле позднего барокко.
- Церковь, построенная в позднем средневековье.